# Hypsibius stiliferus
Hypsibius stiliferus är en djurart som tillhör fylumet trögkrypare, och som beskrevs av Abe 2004. Hypsibius stiliferus ingår i släktet Hypsibius och familjen Hypsibiidae. Inga underarter finns listade i Catalogue of Life.